# 그리스 왕비 아네마리
그리스 왕비 아네마리(덴마크어: Anne-Marie Dagmar Ingrid prinsesse af Danmark, 그리스어: Άννα-Μαρία της Ελλάδας, 1946년 8월 30일 ~ )는 몰락한 그리스 왕국의 콘스탄티노스 2세의 왕비다. 덴마크의 여왕인 마르그레테 2세의 여동생이며, 프레데리크 9세와 스웨덴의 잉리드 사이에서 삼녀로 태어났다.

## 비극
18세 생일 후 2주가 지난 1964년, 8촌인 그리스의 콘스탄티노스 국왕과 결혼하여 그리스의 왕비가 되었다. 하지만 1973년 그리스 왕정이 폐지되면서, 그리스의 왕비 칭호는 명목상의 것이 되었다.

## 자녀
아네마리는 콘스탄티노스 2세와의 사이에서 3남 2녀를 낳았다. 
- 그리스와 덴마크의 공주 알렉시아 (1965-현재)
- 그리스 왕세자 파블로스 (1967-현재)
- 그리스와 덴마크의 왕자 니콜라오스 (1969-현재)
- 그리스와 덴마크의 공주 테오도라 (1983-현재)
- 그리스와 덴마크의 왕자 필리포스 (1986-현재)

| 전임 하노버의 프레데리키 | 그리스 왕비 1964년 3월 6일~1973년 6월 1일 | 후임 그리스 공화국 |